# Jimmy Eriksson

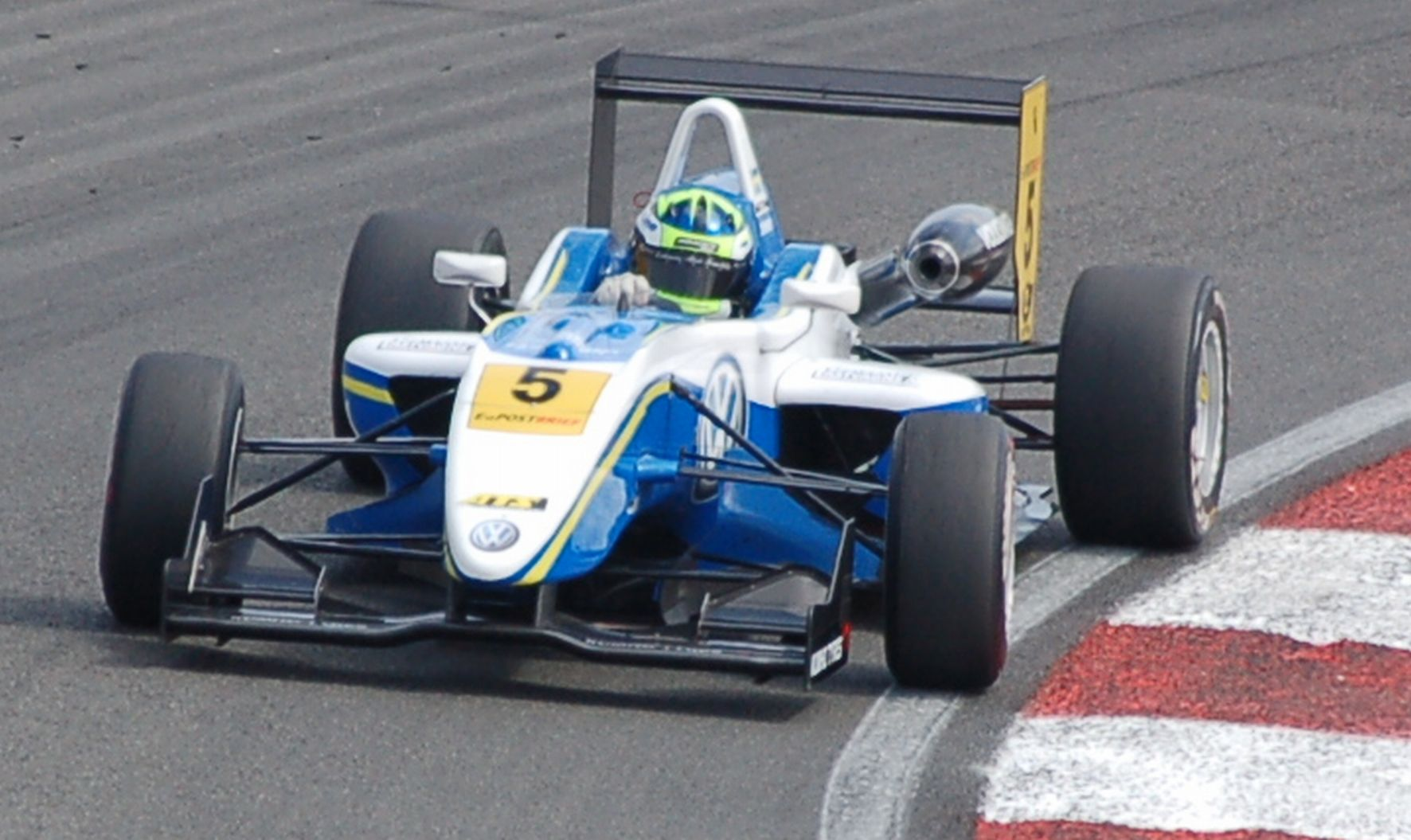
Jimmy Eriksson i Formula 3 Euro Series på Zandvoort 2011.

Jimmy Eriksson, född 14 mars 1991 i Tomelilla, är en svensk racerförare. 

## Racingkarriär
Efter de inledande åren i karting tog Eriksson steget upp till Formel Renault 2009. Året därpå gick han över till Formel 3 och blev tysk F3-mästare 2012. Mellan 2013 och 2015 tävlade han i GP3 Series.
Under 2016 tävlade han inledningsvis i GP2 för Arden International men avbröt samarbetet efter nio deltävlingar.
2017 tog han steget över till sportvagnsracing då han bl.a. körde för tyska HTP-teamet i en Mercedes-AMG i Blancpain Endurance Series.
Från 2018 kör han för Team Rosberg i ADAC GT Masters i en Lamborghini Huracán GT3.